# Заблоцкий, Владимир Владимирович
Владимир Владимирович Заблоцкий (1928 год, Минск — 26 июля 1984 год, Минск) — слесарь-инструментальщик производственно-технического объединения «Интеграл» Министерства электронной промышленности СССР, гор. Минск. Герой Социалистического Труда (1974).

## Биография
Родился в 1928 году в Минске. После гибели отца проживал в детских домах. Трудовую деятельность начал в 1947 году на заводе «Красный металлист» в Борисове. После окончания железнодорожного училища трудился в Минском вагоноремонтном депо, вагонном депо станции Минск-Сортировочный (1948—1950).
С 1963 года — слесарь на минском заводе «Интеграл». Был инициатором социалистического движения «Пятилетку — за четыре с половиной года!». По итогам Восьмая пятилетка8-й пятилетки награждён Орденом Ленина.
Внедрил в производство несколько рационализаторских предложений, в результате чего значительно возросла производительность труда. Указом Президиума Верховного Совета СССР от 16 января 1974 года за выдающиеся успехи в выполнении и перевыполнении планов 1973 года и принятых социалистических обязательств удостоен звания Героя Социалистического Труда с вручением ордена Ленина и золотой медали «Серп и Молот».
Cкончался в Минске в 1984 году.

## Награды
- Орден Ленина (26.04.1971; 16.01.1974)
- Медаль «За трудовую доблесть» (29.07.1966)